# Второй поход Тохтамыша на Синюю Орду (1376)
Второй поход Тохтамыша на Синию Орду — Вторая попытка Тохтамыша в 1376 году захватить власть в Кок(Синей)Орде, которая снова не увенчалась особым успехом.

## Хронология событий
После своего первого неудачного похода, Тохтамыш вернулся к Тамерлану, где получил большой почет и был снабжен новым войском и вооружением.  
После Тохтамыш обратно отправился в Сабран. Старший сын Урус-хана, Токтакия совместно с некоторыми другими царевичами снарядил своё войско, выступив против Тохтамыша. Последний, выстроив войско, двинулся к нему навстречу. В последующем сражении Тохтамыш потерпел поражение и был вынужден бежать с поля боя.  
Сам он прибежал к берегу реки Сейхуна, и из-за страха быть убитым он снял свою броню и бросился в воду. Преследовавший его Казанчи-Бахадур дошел до берега реки и пустил стрелу в Тохтамыша, ранив его руку. Переправившись на другой берег реки, одинокий и раненный, он зашел в лес и упал на хворост. 
Ночью его спас мимо проходивший Едигей, проявив заботу к израненному Тохтамышу и привёл его к Тамерлану.

## См. Также
Великая Замятня
Поход Тохтамыша на Синюю Орду (1376)
Битва на Калке (1380)